# Nong Khai (stad)
Nong Khai (Thais: หนองคาย) is een stad in Noordoost-Thailand. Nong Khai is hoofdstad van de provincie Nong Khai en het district Nong Khai. De stad telde in 2000 bij de volkstelling 59.699 inwoners.
Nong Khai ligt aan de rivier de Mekong op slechts 24 kilometer afstand van de aan de overkant van de Mekong gelegen Laotiaanse hoofdstad Vientiane. Nong Khai ligt op ongeveer 620 kilometer van Bangkok.
Nong Khai is behalve over de weg ook bereikbaar over het spoor. Het eindpunt van de noordoostelijke lijn van de Thaise Staatsspoorwegen vanuit Bangkok is voorlopig hier.
De eerste brug over de Mekong tussen Laos en Thailand ligt bij Nong Khai en heet de Eerste Thais-Laotiaanse Vriendschapsbrug (een tweede brug, tussen Mukdahan in Thailand en Savannakhet in Laos werd begin 2007 ingewijd). Bij de bouw van de Vriendschapsbrug was in het midden ruimte gelaten voor een spoorverbinding met Laos. Begin 2007 is men begonnen met de bouw van de verlenging van de spoorlijn over de brug naar Laos (voorlopig slechts tot maar kort over de grens; later zal de lijn tot Vientiane doorgetrokken worden).
Nong Khai is tijdens de regering van koning Rama III (1824–1851) gesticht.
Doordat de stad dicht bij de grens met Laos ligt, wonen er veel vreemdelingen in Nong Khai, die regelmatig de grens overgaan om hun visum te verlengen.

## Bezienswaardigheid

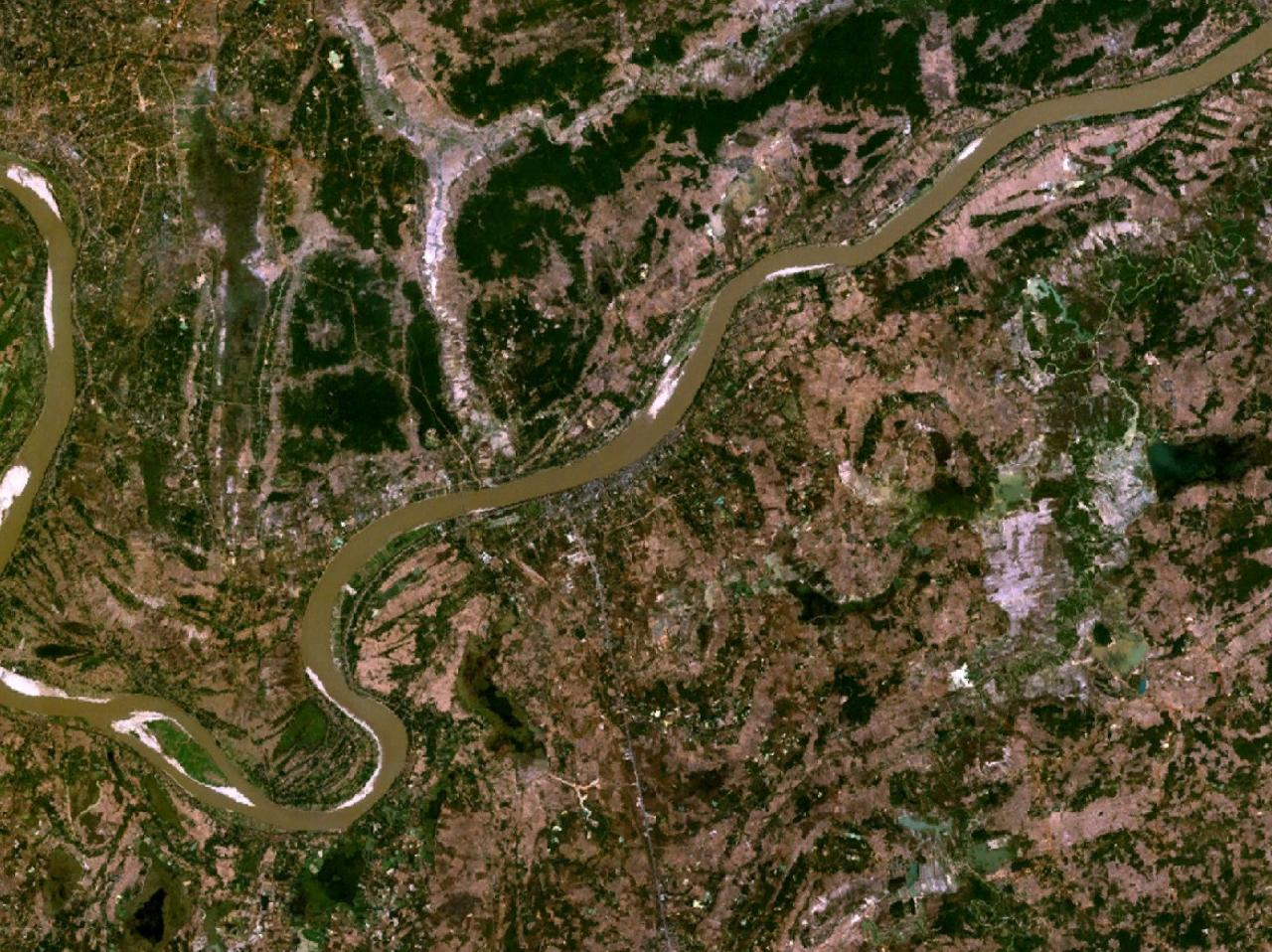
Satellietfoto van Nong Khai en omgeving

- Sala Keoku